# Campeonato Paulista de Futebol de 1984 - Segunda Divisão
O Campeonato Paulista de Futebol de 1984 - Segunda Divisão foi a 38.ª edição do torneio promovida pela Federação Paulista de Futebol, e equivaleu ao segundo nível do futebol no estado de São Paulo. Nesse ano dois clubes subiram para a Primeira Divisão, o campeão Noroeste de Bauru, e o vice-campeão Paulista de Jundiaí.

## Forma de disputa
- Primeira e Segunda fases: As equipes se enfrentam dentro de suas séries por pontos corridos em dois turnos. Depois ocorre o cruzamento das séries pertencentes ao mesmo grupo, também em dois turnos, classificando-se para a terceira fase os cinco melhores times de cada série.
- Terceira fase: As equipes se enfrentam dentro de suas séries em turno e returno, classificando-se para a fase semifinal o campeão de cada série.
- Semifinais: Disputam em melhor de 3 pontos os campeões de cada série do mesmo grupo. Os vencedores garantem vaga no Quadrangular Final.
- Quadrangular final: Disputado por pontos corridos em turno e returno, sendo campeão a equipe que somar mais pontos. Campeão e vice são promovidos à Primeira Divisão.